# Kneidlach

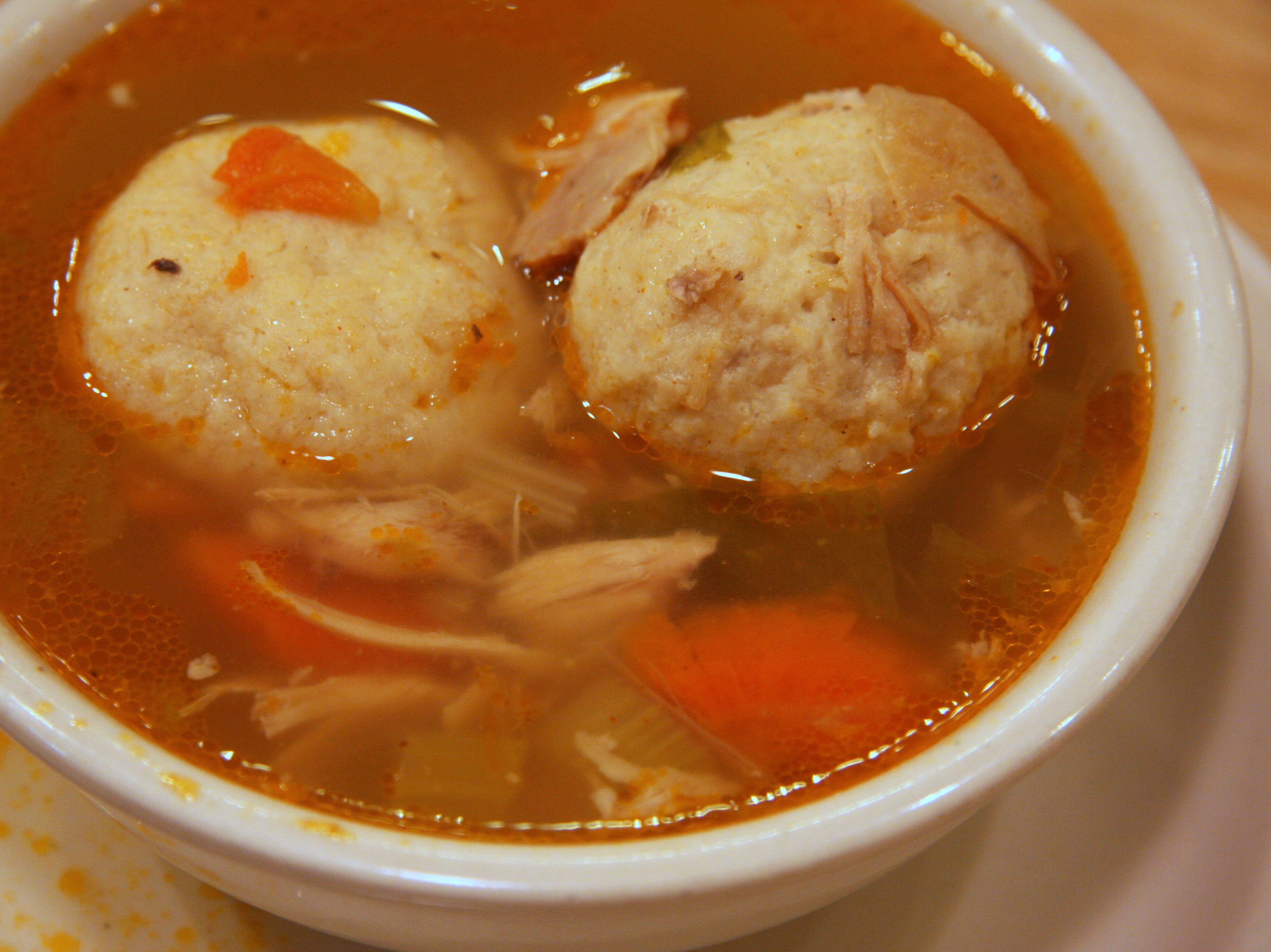
Kneidlach i soppa.

Kneidlach (singular kneidel) är en judisk maträtt och är egentligen samma sak som knödel i det europeiska köket. Det är en klimp i soppa (i det vanliga central- och östeuropeiska köket finns en avlång variant som serveras som tillbehör till varmrätt).
Mannagryn blandas med vispade ägg, salt, peppar och persilja (valfritt) som får stå så grynen sväller. Man kokar knödel genom att man från en matsked släpper små portioner av smet i vatten som hålls just under kokpunkten. När klimparna pocheras, sväller de upp. Om vattnet kokas, blir de hårda. Detta är en rätt som finns i det vanliga östeuropeiska köket.
På grund av de speciella judiska påskmatreglerna får man inte låta mjöl eller mannagryn stå och svälla i vatten eller annan vätska, för att undvika att en jäsningsprocess uppstår; någon jäst eller surdegsblandning får nämligen inte finnas i huset. Då ersätts mannagryn med matzemjöl, som är färdigköpt krossad matza (knäckebröd av vetemjöl och vatten).
Handrullade bollar görs (ibland med persilja). Ibland tillsätts skirat kycklingfett (yiddish: schmaltz). För att göra bollarna luftigare, kan äggvitan vispas separat, äggulan vändas in och matzamjöl tillsättas. Blandningen står i kylen. Den större temperaturskillnaden gentemot kokhett vatten gör att bollarna blir luftigare.
Denna påskrätt var omtyckt tack vare bismaken av rostad vetemjölsdeg och äts numera året om som tillbehör till hönssoppa.